# Polytechnique
Polytechnique è un film del 2009 diretto da Denis Villeneuve.

## Trama
Il film racconta la strage avvenuta il 6 dicembre 1989 all'École Polytechnique di Montréal, quando il venticinquenne Marc Lépine uccise a colpi d'arma da fuoco tredici studentesse, più una dipendente dell'Università, per un totale di quattordici giovani donne, per poi togliersi la vita.

## Dedica
Il film è esplicitamente dedicato alla memoria delle vittime del massacro del Politecnico di Montréal e in generale a tutti gli studenti e gli impiegati dell'École Polytechnique e alle famiglie delle vittime.

## Distribuzione
Presentato alla Quinzaine des Réalisateurs del Festival di Cannes 2009, ha vinto nove Premi Génie, tra cui quelli per il miglior film e la miglior regia.